# Micieces de Ojeda
Micieces de Ojeda is een gemeente in de Spaanse provincie Palencia in de regio Castilië en León met een oppervlakte van 20,73 km². Micieces de Ojeda telt 84 inwoners (1 januari 2016).

## Demografische ontwikkeling
Bron: INE, 1857-2011: volkstellingen
Opm.: In 1857 werd de gemeente Berzosa de los Hidalgos aangehecht